# Otakárek fenyklový
Otakárek fenyklový (Papilio machaon, Linné, 1758) je denní motýl z čeledi otakárkovití (Papilionidae). Patří mezi nejkrásnější a největší denní motýly ČR (rozpětí křídel dosahuje velikosti 7–9 cm, přičemž délka předního křídla zpravidla činí 40–50 mm). Otakárek fenyklový je v ČR evidován jako zvláště chráněný druh, vzhledem k postupnému rozšíření jeho populace od devadesátých let 20. století není řazen mezi ohrožené druhy motýlů.

## Výskyt
Obývá rozsáhlé oblasti Evropy, Asie i Severní Ameriky. Nejčastěji se vyskytuje na loukách a lesních světlinách, ale i v horách a zahradách, kde samičky často kladou vajíčka. V poledne jich můžeme spatřit více na vyvýšeném místě v okolí.

## Vývoj
Potravní spektrum housenky není tak úzké jako u jiných druhů: živí se listy různých miříkovitých (okoličnatých) rostlin zvláště mrkve, fenyklu, bedrníku, kopru, kmínu a petržele. Housenka postupně mění barvu. Nejprve je černá s červenou kresbou, později je zelená, s černými pruhy a oranžovými tečkami. Při ohrožení zaujímá obranný postoj s vystrčenou oranžovou vidličkou a vylučuje páchnoucí výměšek. Dospělá housenka se zakuklí. Čas na vylíhnutí motýla z kukly je závislý na teplotě. Při teplé letní teplotě stačí jeden až dva týdny. Nízké teploty však mohou zastavit vývoj až na několik měsíců, do doby dosažení teplejšího počasí. Motýl tedy přezimuje v podobě kukly. V severních oblastech se vyvíjí pouze jedna generace, na jihu dvě až tři. Druhá generace jednoho roku se liší od první sytějším zbarvením a žlutě poprášenými černými elementy kresby na křídlech. Housenka měří v dospělosti až 10 cm.

## Galerie

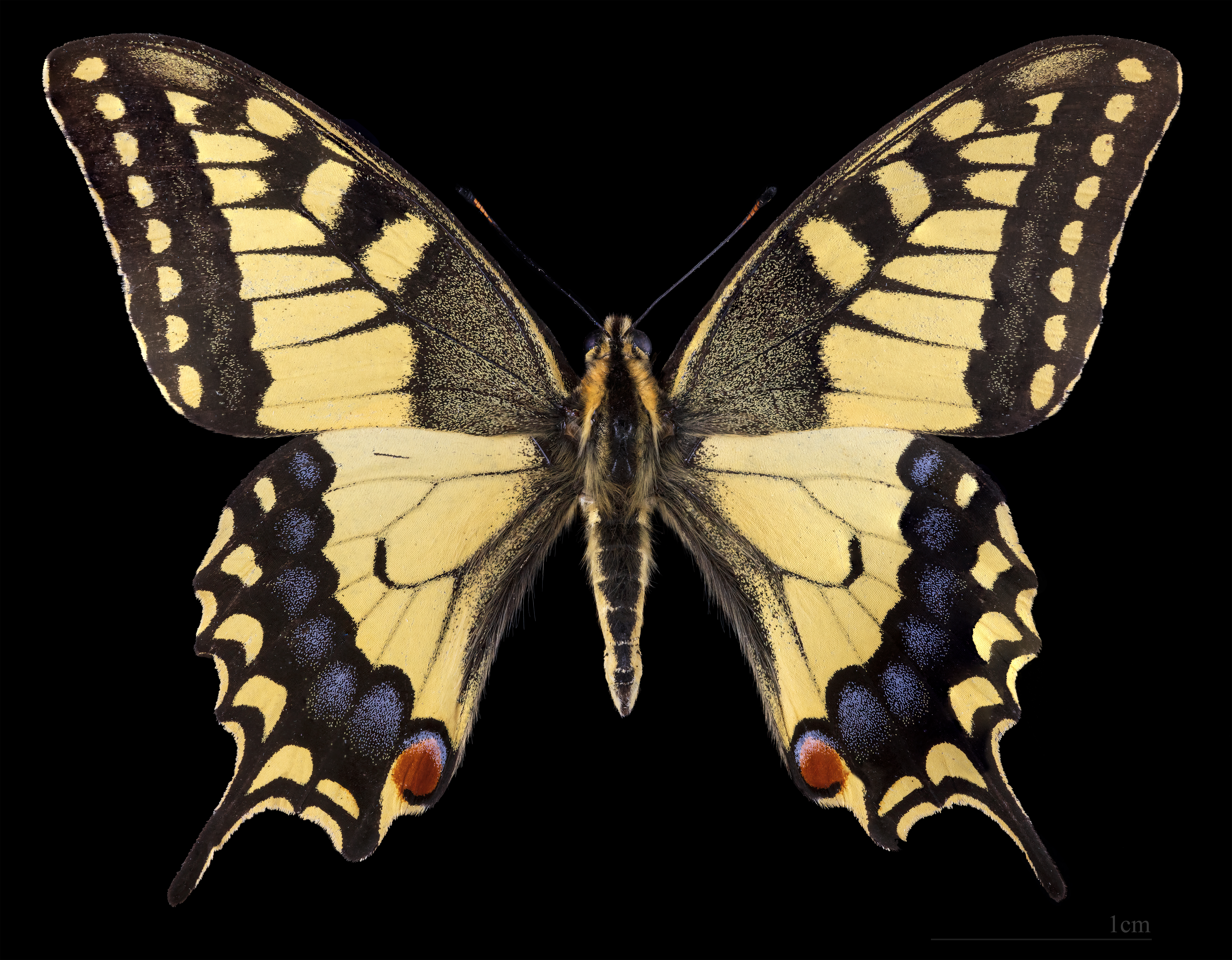
♂
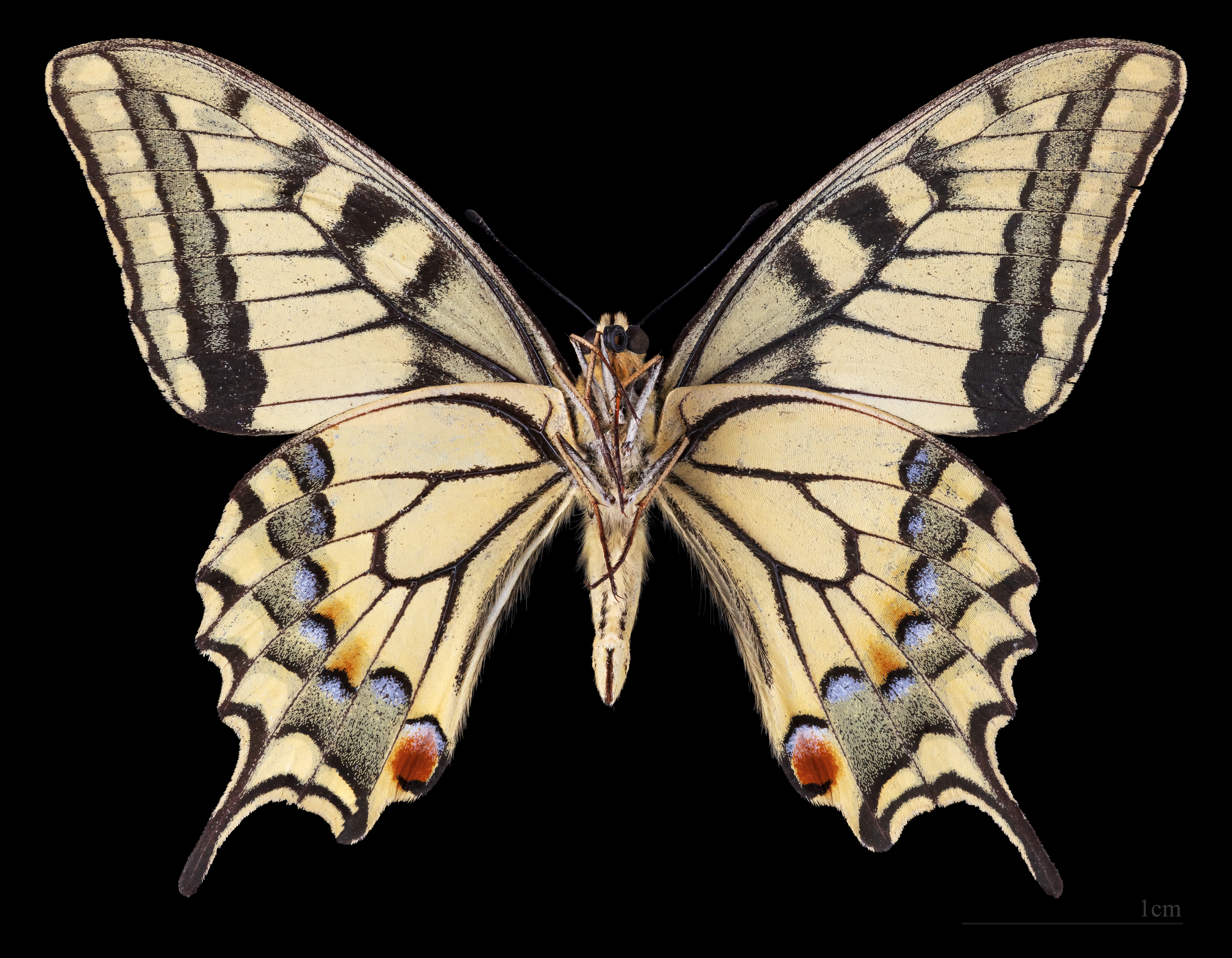
♂ △
♀
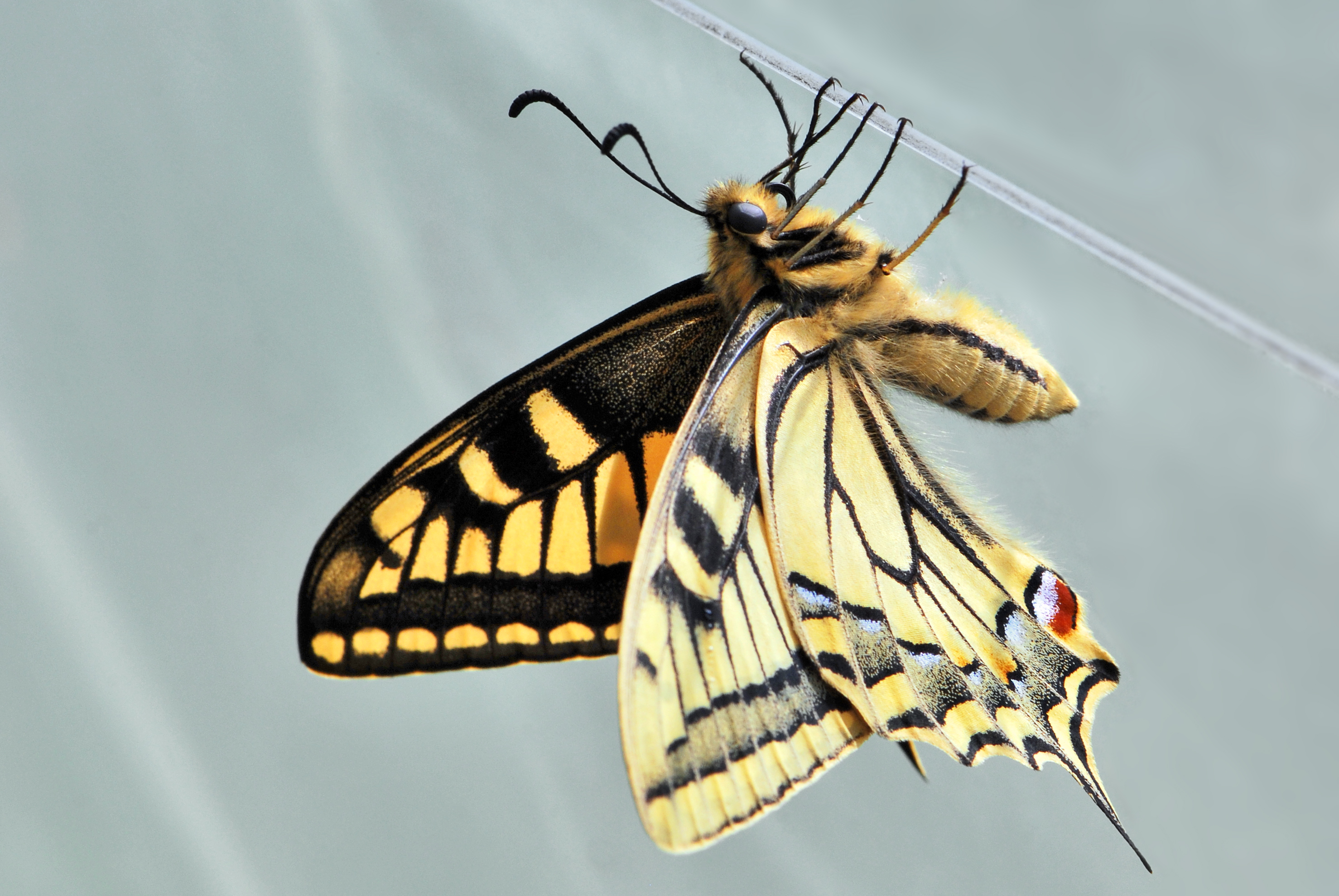
Dospělý jedinec
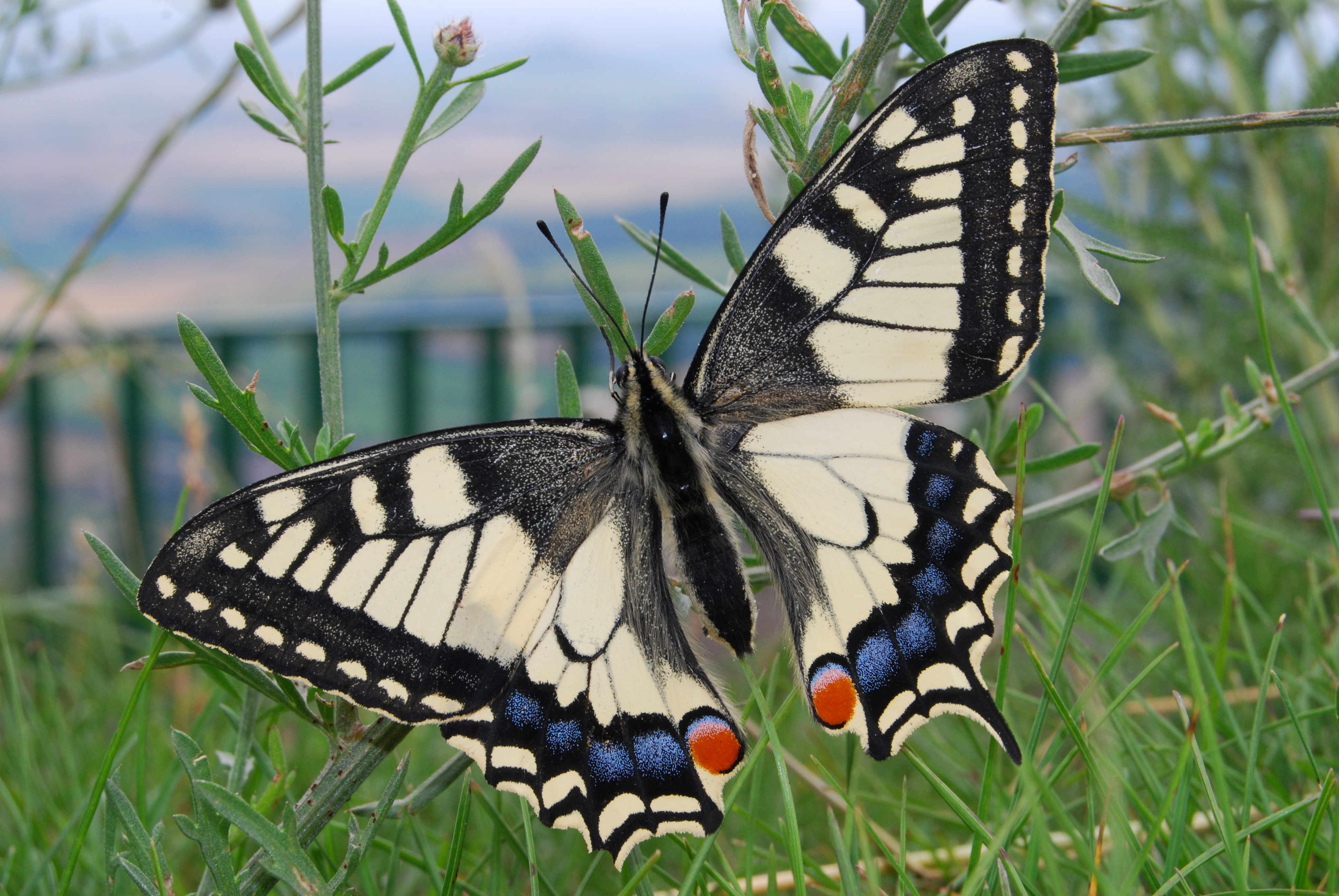
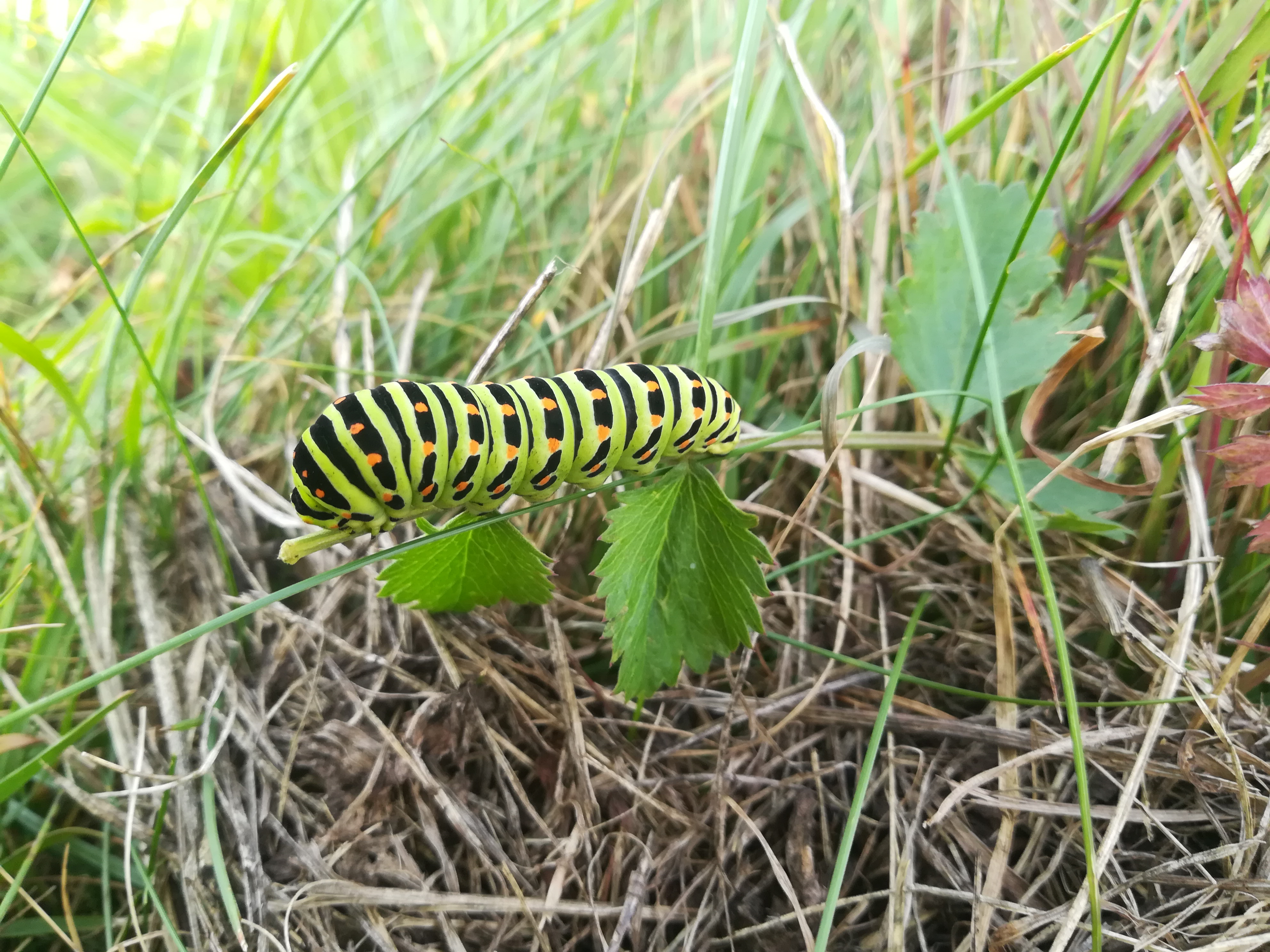
Housenka otakárka fenyklového
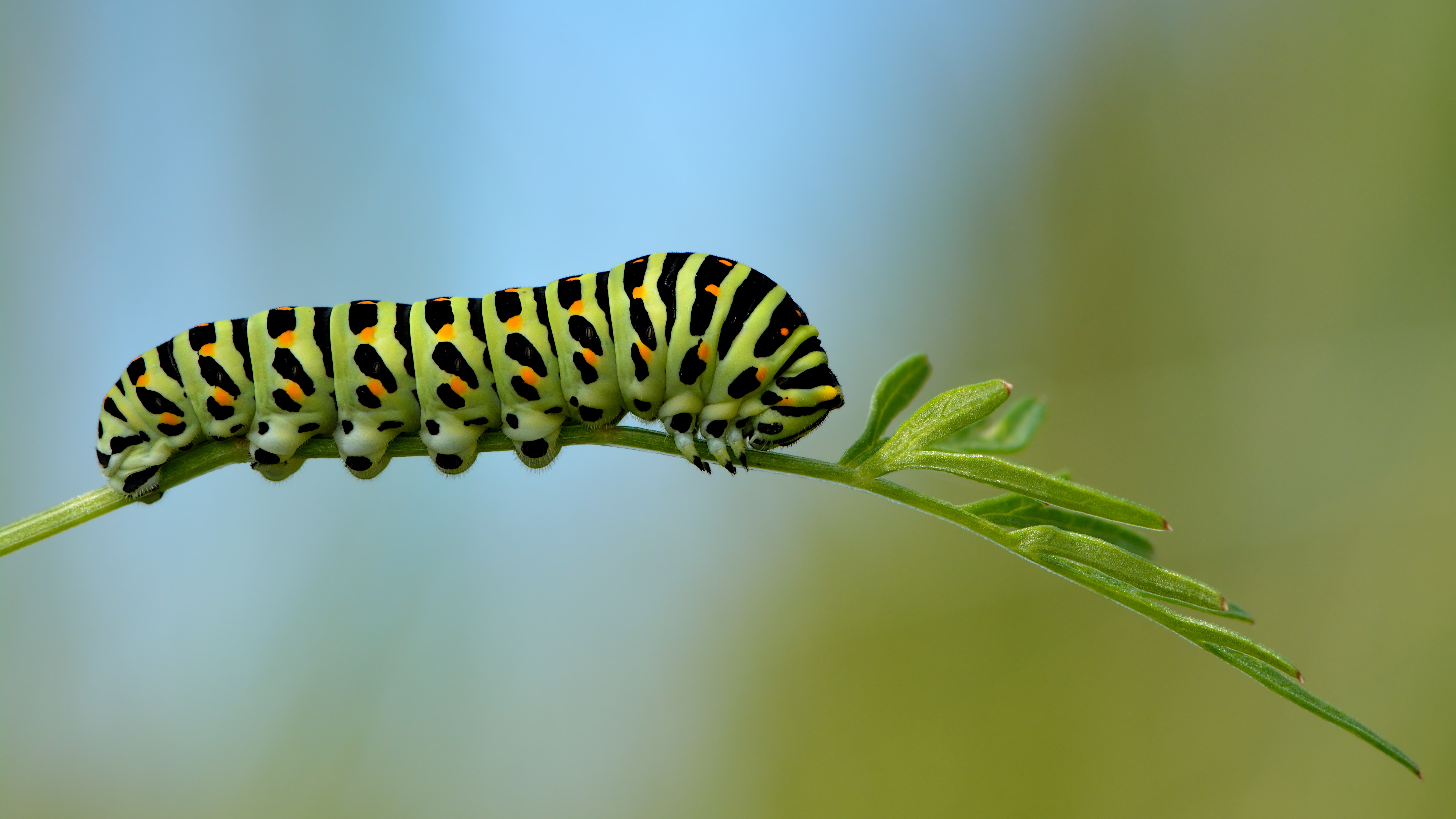
Housenka otakárka fenyklového
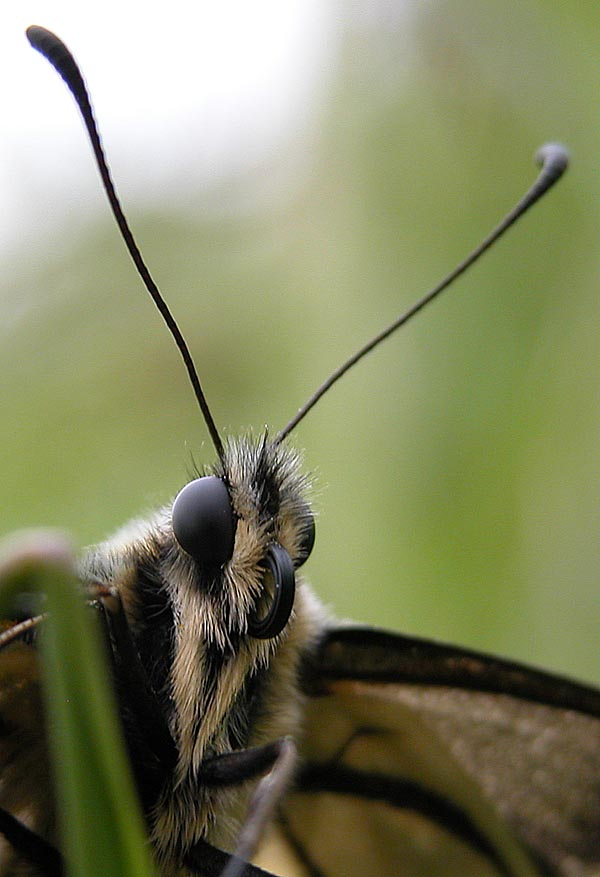
Hlava dospělého jedince